# Capinzal do Norte
Capinzal do Norte è un comune del Brasile nello Stato del Maranhão, parte della mesoregione del Leste Maranhense e della microregione di Codó.